# ومبلی آرنا
 ومبلی آرنا  (به انگلیسی: Wembley Arena) یک مجموعه ورزشی در شهر لندن است که در نزدیکی ورزشگاه ومبلی قرار دارد.
این ورزشگاه در سال ۱۹۳۴ میلادی ساخته شده و در سال ۲۰۰۵ تا ۲۰۰۶ بازسازی شده‌است. ظرفیت آن ۱۲٬۵۰۰ است.
ومبلی آرنا با نام سابق استخر امپراتوری در بازی‌های المپیک تابستانی ۱۹۴۸ میزبان مسابقات بوکس، شنا، شیرجه و واترپلو بوده است، همچنین این مجموعه ورزشی یکی از ورزشگاه‌های مورد استفاده در بازی‌های المپیک تابستانی ۲۰۱۲ برای رشته‌های ژیمناستیک و بدمینتون است.